# Isbergsteknik
Isbergsteknik är ett namn på en minimalistisk berättarstil som först definierades av den amerikanske författaren Ernest Hemingway. Tekniken innebär en återhållen prosa där berättelsens djupare och sekundära inslag utelämnas, förutsatt att de istället kan utläsas av den knapphändiga text som återstår. Hemingway liknade dessa utelämnanden vid ett isbergs värdiga rörelse, som antyder att det till större delen befinner sig under vattenytan – detta till skillnad från texter vars utelämnade information bara efterlämnar en hålighet.